# Telkonsaari (ö, lat 61,84, long 26,47)
Telkonsaari är en ö i Finland. Den ligger i sjön Puula och i kommunerna Hirvensalmi och Kangasniemi och landskapet Södra Savolax, i den södra delen av landet, 200 km norr om huvudstaden Helsingfors. Öns största längd är 6,3 kilometer i öst-västlig riktning.